# Săud, Bihor
Săud (maghiară Szód) este un sat în comuna Buntești din județul Bihor, Crișana, România.
Prima atestare documentară 1588 sub numele de Zoodn.

## Vezi și

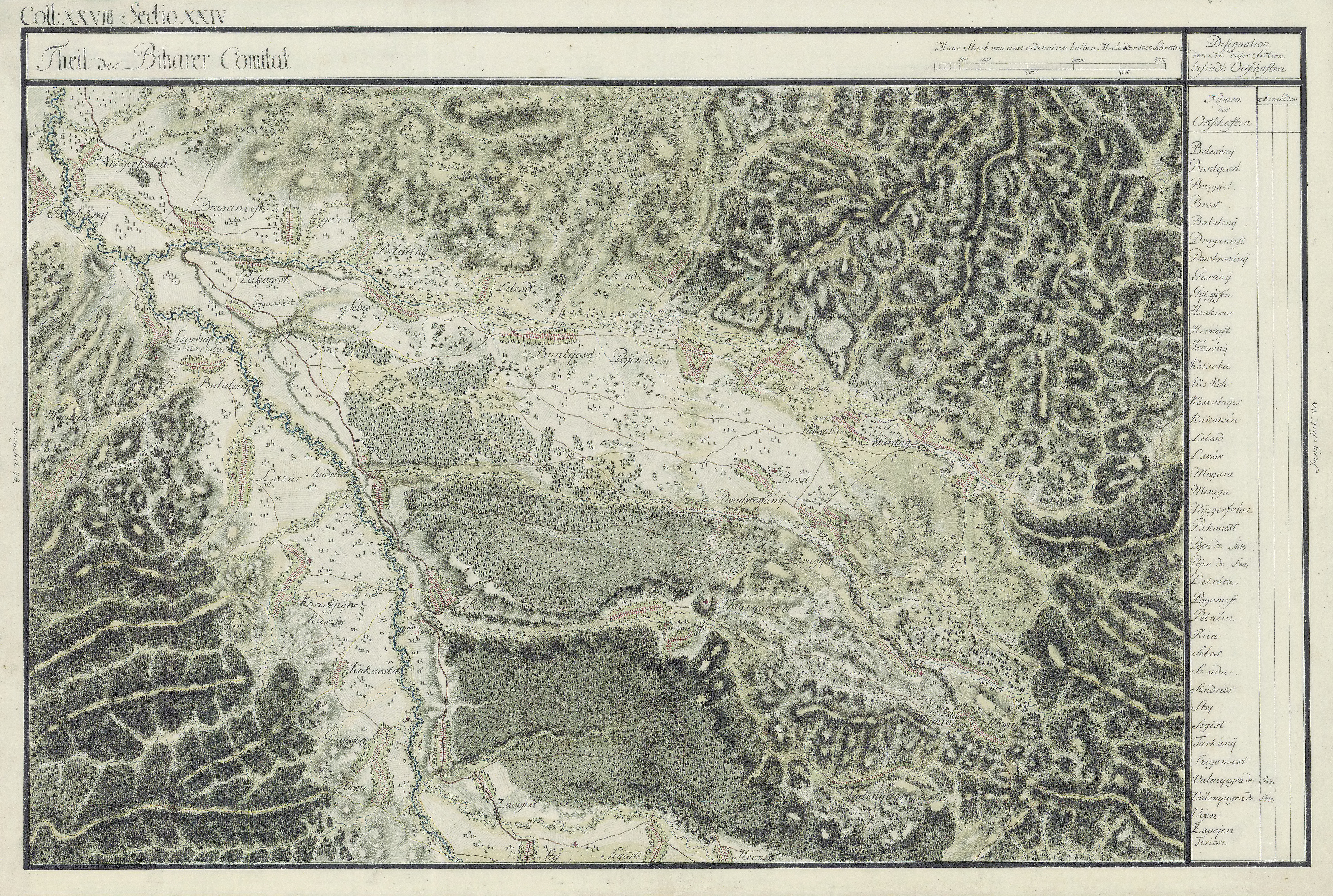
Săud în Harta Iosefină a Comitatului Bihor, 1782-85

- Biserica de lemn din Săud

 Acest articol despre o localitate din județul Bihor este deocamdată un ciot. Puteți ajuta Wikipedia prin completarea lui.